# ماسيمو بونيني
ماسيمو بونيني (بالإيطالية: Massimo Bonini) (مواليد 13 أكتوبر 1959)، هو لاعب ومدرب كرة قدم سابق من سان مارينو. ولعب كلاعب خط وسط للأندية الإيطالية بيلاريا إجيا مارينا، وفورلي، وتشيزينا، ويوفنتوس، ثم ختم مسيرته مع نادي بولونيا.

## إنجازاته
يوفنتوس
- الدوري الإيطالي: 1981-82، 1983-84، 1985-86
- كأس إيطاليا: 1982-83
- كأس الكؤوس الأوروبية: 1983-84
- دوري أبطال أوروبا: 1984-85
- كأس السوبر الأوروبي: 1984
- كأس الإنتركونتيننتال: 1985

## وصلات خارجية
- ماسيمو بونيني على موقع الاتحاد الأوربي (الإنجليزية)
- ماسيمو بونيني على موقع قاعدة بيانات كرة القدم.إي يو (الإنجليزية)
- ماسيمو بونيني على موقع ليكيب (الفرنسية)
- ماسيمو بونيني على موقع ناشيونال فوتبول تيمز (الإنجليزية)
- ماسيمو بونيني على موقع عالم كرة القدم.نت (الإنجليزية)

- إحصائيات ماسيمو بونيني موقع National football